# Ochrana proti kopírování
Ochrana proti kopírování je název pro technická opatření související se způsobem uložení nebo zpracování dat, kterými se má technicky zamezit pirátskému šíření kopií filmů, hudby, počítačových her a dalších děl či dat.

## Technika
Ochrana proti nelegálnímu kopírování může postupovat v zásadě dvojí cestou:
1. Originální záznam obsahuje speciálně nahraná místa, kde je hodnota záznamu mezi I a 0, takže toto místo při opakovaném čtení dává nestejné výsledky. Při kopírování se místo přečte s jistou kombinací I a 0, která je ale na kopii už stálá. Výhodou je poměrná jednoduchost, i když záznam vyžaduje speciální hardware, nevýhodou je malá spolehlivost "proměnlivého" čtení..
2. Originální záznam obsahuje nějakou identifikaci počítače, na němž je použití záznamu oprávněné. Na počítači s jinou identifikací se spuštění pirátské kopie zablokuje.

## Počítačové pirátství
V rámci boje s počítačovým pirátstvím, díky kterému unikají vlastníkům práv nemalé zisky,[zdroj⁠?!] jsou patrné také silné snahy z jejich strany o zavedení restriktivní legislativy jako je dohoda ACTA nebo TTIP. Těm je ale vyčítáno, že de facto zavedou diktát korporací. Na druhé straně vzniklo pirátské politické hnutí, které se snaží nabourat dosavadní způsob náhledu na autorská práva. Toto hnutí se naopak snaží prosadit zmírnění autorských zákonů a zamezit trestnosti kopírování obsahu podle motta „kopírování není zločin.“

## Média s možností ochrany
- videokazety
- Audio CD
- Video DVD
- software